# Zerstörergeschwader 141
Zerstörergeschwader 141 (dobesedno slovensko: Uničevalni polk 141; kratica ZG 141) je bil težko-lovski letalski polk (Geschwader) v sestavi nemške Luftwaffe.

## Organizacija
- štab
- I. skupina
- II. skupina
- III. skupina

## Vodstvo polka
Poveljniki polka (Geschwaderkommodore)
- Hauptmann Joachim-Friedrich Huth: 1. januar 1939